# Тюлин, Юрий Николаевич
Юрий Николаевич Тюлин (14 декабря [26 декабря] 1893, Ревель, Российская империя — 8 мая 1978, Москва, СССР), советский музыковед, доктор искусствоведения (1937), педагог и композитор. Заслуженный деятель искусств РСФСР (1957). Отец дирижёра Даниила Тюлина.

## Биография
Родился в семье юриста Николая Степановича Тюлина и его жены Елены Михайловны (в девичестве Дерюгиной, 26.01.1867 — 1943), сестры известного зоолога Константина (1878—1938) и депутата IV Государственной думы Георгия (1871—1933) Дерюгиных. В семье было четверо детей — братья Юрий, Владимир, Олег и самая младшая, их сестра Людмила (1897—1991), ставшая известным геоботаником.
В 1911 году окончил Первую классическую гимназию в Петербурге.
В 1917 году окончил композиторское отделение Петроградской консерватории (класс Н. А. Соколова) и Петроградский университет (учился на математическом и юридическом факультетах). До 1925 года — преподаватель во 2-м и 4-м Ленинградских музыкальных техникумах (музыкально-теоретические дисциплины), в Институте истории искусств (Ленинградский институт театра, музыки и кинематографии), концертмейстер в экспериментальной мастерской Монументального театра при Ленинградском театре оперы и балета.
В 1925—1967 гг. преподаватель Ленинградской консерватории (с 1935 года — профессор). В 1937 г. защитил докторскую диссертацию (без защиты кандидатской) по монографии «Учение о гармонии». В годы Великой Отечественной войны был эвакуирован в Ташкент, где работал в Ташкентской консерватории.
В 1967 году переехал в Москву.
1970—1975 гг. — профессор-консультант Музыкально-педагогического института имени Гнесиных.
В 1976—1978 гг. профессор кафедры теории музыки Московской консерватории. В числе его учеников — Н. Г. Привано, В. П. Дернова, А. И. Климовицкий, Т. С. Бершадская.

## Творчество
Основное значение имеют работы Тюлина в области гармонии. Первый том его «Учения о гармонии» («Основные проблемы гармонии») был опубликован в 1937 г. (вторая редакция в 1939 г.). Обещанных в предисловии второго и третьего томов («Учение об аккордах» и «Учение о модуляциях») не последовало. Начиная со второй половины 1950-х гг. — при активном участии его ученика, редактора и соавтора Н. Г. Привано — учение неоднократно переизлагалось (с расширениями и исправлениями) в форме учебных пособий для музыкальных вузов и музыкальных училищ.

### Учение о гармонии
Учение о гармонии, защищённое как докторская диссертация в 1937 г., Тюлин подавал как теорию, противопоставляемую так называемой «традиционной школе», к которой автор отнёс и «школу Римана», и знаменитый учебник гармонии Н. А. Римского-Корсакова. Эта традиционная школа, считал Тюлин, «лишена научного основания — она псевдонаучна». Виной всему, по его мнению, была практическая направленность традиционных учебников, которые «не выходя за пределы чисто рецептурных указаний, приобрели сугубо догматический и чисто эмпирический характер, причем эта эмпирика <…> не совпадает с практикой художественного творчества ни в его прошлом, ни в его настоящем».
В действительности в своём учении о гармонии Тюлин полностью ассимилировал теорию функций Римана, дополнив её новыми положениями, касающимися связи ладового центра с ладовой периферией. Он развил теорию переменных функций, то есть вторичных тональных функций, противоречащих основной ладовой установке. Занимался разработкой учения о звуковой окраске аккордов и интервалов; для её характеристики он ввёл термин «фонизм». Вместо старинного термина «церковные лады» Тюлин использовал термин «натуральные лады», который на долгие годы закрепился в отечественном музыкознании (в западном музыкознании термин «натуральные лады» также используется - в англоязычных странах).
Другим важным источником учения о гармонии Тюлина был Б. Л. Яворский, который, по словам автора, «впервые (в 1911) поставил проблему лада». Некоторые термины Яворского («ладотональность», «ладовые устои» и «ладовые неустои», «сопряжённые тоны» и др.) стали органичной частью учения Тюлина. В книге Тюлина также чувствуется влияние «музыкальной психологии» Э. Курта («энергетика», «музыкальная семантика»). Учения о гармонии Шёнберга и Шенкера, которые Тюлин также знал, наоборот, не оказали на Тюлина сколько-нибудь заметного влияния.
Помимо учения о гармонии, Тюлин также разработал оригинальный учебный курс «Музыкальная фактура и мелодическая фигурация», который изложил в 1970-х гг. в четырёх томах (тт. 1—2 — теоретический курс, тт. 3—4 — практический курс) одноимённой книги. Особая роль в мелодическом фигурировании, по Тюлину, отводится «педемам» — этим неологизмом автор назвал мелодические ходы по звукам (трезвучных) аккордов.

## Научные труды и другие публикации

### Научные труды
- Параллелизмы в музыкальной теории и практике. Л.: Ленинградская гос. консерватория, типография Ленингр. правды, 1927 (1000 экз.); 2-е изд.: Параллелизмы в музыкальной теории и практике. Л., 1938.
- Кристаллизация тематизма в творчестве Баха и его предшественников // Советская музыка, 1935, № 3.
- Учение о гармонии. Том 1. Основные проблемы гармонии. Л.: Музгиз, 1937. 192 с. 2000 экз.; изд. 2 (с небольшими измениями в гл. IX § 5) Л. — М.: Музгиз, 1939. 196 с. (5000 экз.); изд. 3-е испр. и доп., с предисловием Н. Г. Привано. М.: Музыка, 1966. 223 с. (7640 экз.)
- Об историческом значении учебника гармонии Н. А. Римского-Корсакова // Н. А. Римский-Корсаков и музыкальное образование. Л., 1959.
- О зарождении и развитии гармонии в народной музыке // Очерки по теоретическому музыкознанию, Л., 1959; репринт в сб.: Вопросы теории музыки, вып. 2, М., 1970.
- Мысли о современной гармонии // Советская музыка, 1962, № 10.
- Строение музыкальной речи. Л.: Музгиз, 1962. 208 с. 7000 экз.; 2-е изд. М.: Музыка, 1969. 173 с. 3300 экз.
- О программности в произведениях Шопена. Л.: Музгиз [Ленинград. отд-ние], 1963. 65 с. (4700 экз.); репринт М.: Музыка, 1968. 65 с. (5500 экз.)
- Современная гармония и её историческое происхождение // Вопросы современной музыки. Л., 1963; репринт в сб.: Теоретические проблемы музыки XX века, вып. 1, М., 1967.
- Искусство контрапункта. М., 1964; репринт М., 1968.
- Натуральные и альтерационные лады. М.: Музыка, 1971. 109 с. 4600 экз.
- О произведениях Бетховена последнего периода. Цепляемость музыкального материала // Бетховен. Вып. 1, М., 1971.
- Произведения Чайковского. Структурный анализ. М.: Музыка, 1973. 274 с. 7300 экз.
- Ошибки теории музыки (1970-е гг.; рукопись не опубликована, хранится в МГК); введение к этой книге опубликовано в сб.: Вопросы методологии советского музыкознания. М., 1981.

### Учебники и учебные пособия
- Практическое пособие по введению в гармонический анализ на основе хоралов Баха. Л., 1927.
- (совместно с Н. Г. Привано) Теоретические основы гармонии. Учебное пособие для теоретико-композиторских факультетов консерваторий. Л.: Музгиз, 1956. 272 с. 3000 экз.; 2-е изд. (репринт). М.: Музыка, 1965, 276 с., 8000 экз.
- (совместно с Н. Г. Привано) Учебник гармонии. Для исполнительских факультетов консерваторий и отделений теории муз. училищ. Ч. 1. М.: Музгиз, 1957. 238 с. (12000 экз.); Ч. 2. М.: Музгиз, 1959. 199 с. (10000 экз.); Изд. 2-е, испр. и доп. М.: Музыка, 1961. 135 с. (1000 экз.); репринт 1964.
- (совместно с Н. Г. Привано) Задачи по гармонии. Вып. 1-2. М., 1960; репринт М., 1966.
- (совместно с Н. Г. Привано) Образцы решения гармонических задач. Вып. 1-2, М., 1960.
- Краткий теоретический курс гармонии. Л.: Музгиз, 1960, 167 с. (5000 экз.); изд. 2. М.: Музыка, 1964, 167 с. (9000 экз.); изд. 3, переработанное и дополненное. М.: Музыка, 1978, 168 с. (15000 экз.)
- Музыкальная форма. Учебник для муз. училищ. М.: Музыка, 1965. 395 с. (12000 экз.); Музыкальная форма (совм. с Т. Бершадской, И. Пустыльником, А. А. Пэном, Т. Г. Тер-Мартиросяном, А. Шнитке). Учебник для муз. училищ. Общ. ред. проф. Ю. Н. Тюлина. М.: Музыка, 1974. 359 с. 30000 экз.
- Учение о музыкальной фактуре и мелодической фигурации. Учебное пособие для историко-теоретич. и композиторских факультетов муз. вузов. Т.1: Музыкальная фактура. Т.2: Мелодическая фигурация. М.: Музыка, 1976 (т.1), 1977 (т.2, 382 с., 7000 экз).
- Музыкальная фактура и мелодическая фигурация. Практический курс. Для теоретико-композиторских факультетов муз. вузов. В двух книгах. М.: Музыка, 1980. 311 с. 5000 экз.

### Публицистика, мемуары
- На пути к признанию. Страницы воспоминаний // Музыкальная жизнь, 1966, № 8.
- Юные годы Д. Д. Шостаковича // Дмитрий Шостакович. Сб. статей. М., 1967.
- Юлиан Крейн. Очерк жизни и творчества. М.: Сов. композитор, 1971. 264 с. 3750 экз.
- Из воспоминаний о Н. К. Метнере // Советская музыка, 1972, № 7.
- Путь к симфоническому мастерству // Советская музыка, 1978, № 9.

### Редактирование, составление
- Очерки по теоретическому музыковедению. / Под ред. Ю. Н. Тюлина и А . К. Буцкого. — Л.: Музгиз, 1959. 271 с. (Ленингр. ордена Ленина гос. консерватория им. Н. А. Римского-Корсакова. Кафедра теории музыки) 1000 экз.
- Х. С. Кушнарёв. Статьи. Воспоминания. Материалы. Ред.-сост. [и автор вступит статьи] Ю. Н. Тюлин. Л.: Музыка, 1967. 155 с. 1630 экз.
- Вопросы оперной драматургии. Сост., общая ред. и предисл. Ю. Н. Тюлина. М.: Музыка, 1975, 315 с. 5000 экз.

## Музыкальные сочинения
- Три сонаты для фортепиано.
- «Русская сюита» для оркестра (1946).
- Сюита для органа (1971).

## Увлечения
В молодости увлекался гимнастикой, до Первой мировой войны выступал за сборную команду Петербурга, в 1912 году участвовал во Всемирном гимнастическом празднике в Праге.
Также занимался шахматами. Состоял в Петроградском шахматном собрании, имел I категорию. В 1920—1930-х гг. выступал в заочных соревнованиях. Наиболее известна партия Тюлина, в которой его противником был московский шахматист М. Рябов. Партия была опубликована с примечаниями будущего гроссмейстера В. В. Рагозина и самого Тюлина. Комбинация, осуществленная в этой партии, долгое время привлекала внимание аналитиков. Тюлин вспоминал, что С. Г. Тартаковер в личном письме посоветовал ему довести анализ критической позиции до полной ясности. В последние годы жизни Тюлин завершил работу над анализом и представил результат в виде рукописи объемом в 11 страниц (варианты доказывают корректность комбинации; обычно публикуется только главное продолжение).